# Monte Plata (tỉnh)
Monte Plata là một tỉnh của Cộng hòa Dominica, tỉnh lỵ có cùng tên. Tỉnh này đã được tách ra từ San Cristóbal năm 1992.

## Các đô thị và các huyện đô thị
Đến thời điểm ngày 20 tháng 10 năm 2006, tỉnh này được chia thành đô thị (municipio) và các huyện đô thị (distrito municipal - D.M.):
| - San Juan Bautista de Bayaguana - San Rafael de Monte Plata - Boyá (D.M.) - Chirino (D.M.) - Don Juan (D.M.) - Peralvillo - Sabana Grande de Boyá - Gonzalo (D.M.) - Majagual (D.M.) - Yamasá - Los Botados (D.M.) |

Dưới đây là bảng các đô thị và huyện đô thị.
| Tên                            | Tổng dân số | Dân số đô thị | Dân số nông thôn |
| ------------------------------ | ----------- | ------------- | ---------------- |
| Peralvillo                     | 35891       | 10598         | 25293            |
| Sabana Grande de Boyá          | 46023       | 25847         | 20176            |
| San Antonio de Yamasá          | 85415       | 75988         | 9427             |
| San Juan Bautista de Bayaguana | 49310       | 30898         | 18412            |
| San Rafael de Monte Plata      | 84110       | 41121         | 42989            |
| Monte Plata province           | 300749      | 184452        | 116297           |